# Attentat du Bar du palmier en zinc
L'attentat du bar du palmier en zinc désigne un attentat dans la capitale djiboutienne en décembre 1977. 

## Contexte
L'existence d'un palmier en fer ou en zinc est un mythe colporté par les marins et passagers débarquant dans le port de Djibouti au début du XXe siècle, qui « auraient métallisé les deux palmiers nains que Léonce Lagarde, premier gouverneur de la côte française des Somalis, avait transféré (sic) d’Obock à Djibouti ». Sa renommée est telle qu'un des premiers bars-restaurants de la ville, ouvert dans les années 1920, prend le nom de « Palmier en zinc ». C'est un établissement chic, fréquenté notamment par des militaires français. Le journal québécois Le Devoir le qualifie de « plus célèbre restaurant de Djibouti ». Le 24 janvier 1970, il est le théâtre d'un premier attentat, qui blesse 16 à 18 personnes, toutes européennes,,. 

## Déroulement et bilan
Le soir du 15 décembre 1977, un commando, composé de deux personnes, lancent deux grenades à la terrasse du Palmier en zinc, tuant cinq personnes et en blessant une trentaine, dont onze grièvement, qui doivent être rapatriées et hospitalisées en France,,,,,,. L'une d'entre elles décède quelques jours plus tard, portant à six (dont quatre Français) le nombre de morts de l'attentat,.  

## Responsabilités
Selon Le Monde l'attentat avait été officieusement revendiqué par des éléments Afars, l'une des deux principales ethnies du pays. Selon la Charente libre, l’attentat était attribué à un mouvement nationaliste extrémiste Afar. 